# 2008-as Amstel Gold Race
A 2008-as Amstel Gold Race volt a 43. holland kerékpárverseny. Április 20-án került megrendezésre, össztávja 257 kilométer volt. Végső győztes az olasz Damiano Cunego lett.

## Végeredmény
|    | Versenyző             | Csapat           | Idő           | UCI ProTour Pont |
| -- | --------------------- | ---------------- | ------------- | ---------------- |
| 1  | Damiano Cunego        | Lampre           | 6 óra 35' 29" | 40               |
| 2  | Fränk Schleck         | Team CSC         | a.i.          | 30               |
| 3  | Alejandro Valverde    | Caisse d'Epargne | + 2"          | 25               |
| 4  | Davide Rebellin       | Gerolsteiner     | + 2"          | 20               |
| 5  | Thomas Dekker         | Rabobank         | + 6"          | 15               |
| 6  | Christian Pfannberger | Barloworld       | + 14"         | -                |
| 7  | Serguei Ivanov        | Astana           | + 18"         | 7                |
| 8  | Joaquim Rodriguez     | Caisse d'Epargne | + 23"         | 5                |
| 9  | Karsten Kroon         | Team CSC         | + 27"         | 3                |
| 10 | Jérôme Pineau         | Bouygues Télécom | + 45"         | 1                |